# Nedakusi
Nedakusi (en serbe cyrillique: Недакуси) est un village du nord du Monténégro, dans la municipalité de Bijelo Polje.

## Démographie

### Évolution historique de la population[1]
| 1948 | 1953 | 1961 | 1971  | 1981  | 1991  | 2003  |
| ---- | ---- | ---- | ----- | ----- | ----- | ----- |
| 515  | 592  | 731  | 1 159 | 1 893 | 2 351 | 2 308 |